# フクラスズメ
フクラスズメ（脹雀、学名：Arcte coerula）は、チョウ目ヤガ科の昆虫。中型のガで、人家の周辺でも見られる。
和名は、スズメが羽毛を逆立てて冬の寒さに耐える様を「ふくらすずめ」と呼び、丸っこくて毛に覆われた様子をこのガに当てはめたものである。「スズメ」とあるが、スズメガ科ではない。

## 分布
日本全国に分布し、日本以外にもインド、東南アジア、台湾、中国、朝鮮半島、沿海地方まで広く分布する。

## 形態
成虫の前翅長は3 - 4cmほど。背中側と翅が黒褐色、体の腹側は黄白色をしている。胴が太く、全身に短い毛が密生する。触角は細い。前翅は体より少し大きいくらいで、後翅は前翅の2/3くらいの大きさである。後翅に水色の太い弧状の模様が2本あるが、これは捕えないと観察できない。止まる時は翅を後方へ閉じ、大きな鏃（やじり）のような形になる。
幼虫は細長いケムシで、終齢幼虫では全長7cmに達する。頭と腹脚が橙色か黒色、体側に黒と白の線、背中に白黒の細かい横しま模様がある。

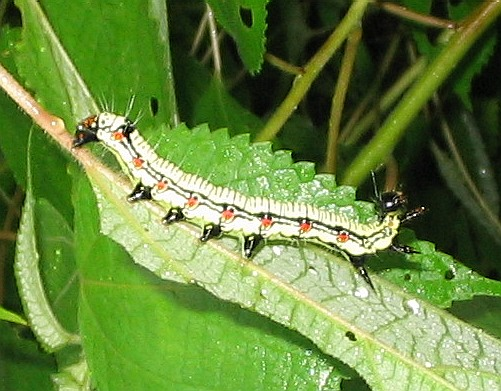
幼虫。頭部を反らせて威嚇行動をしている。
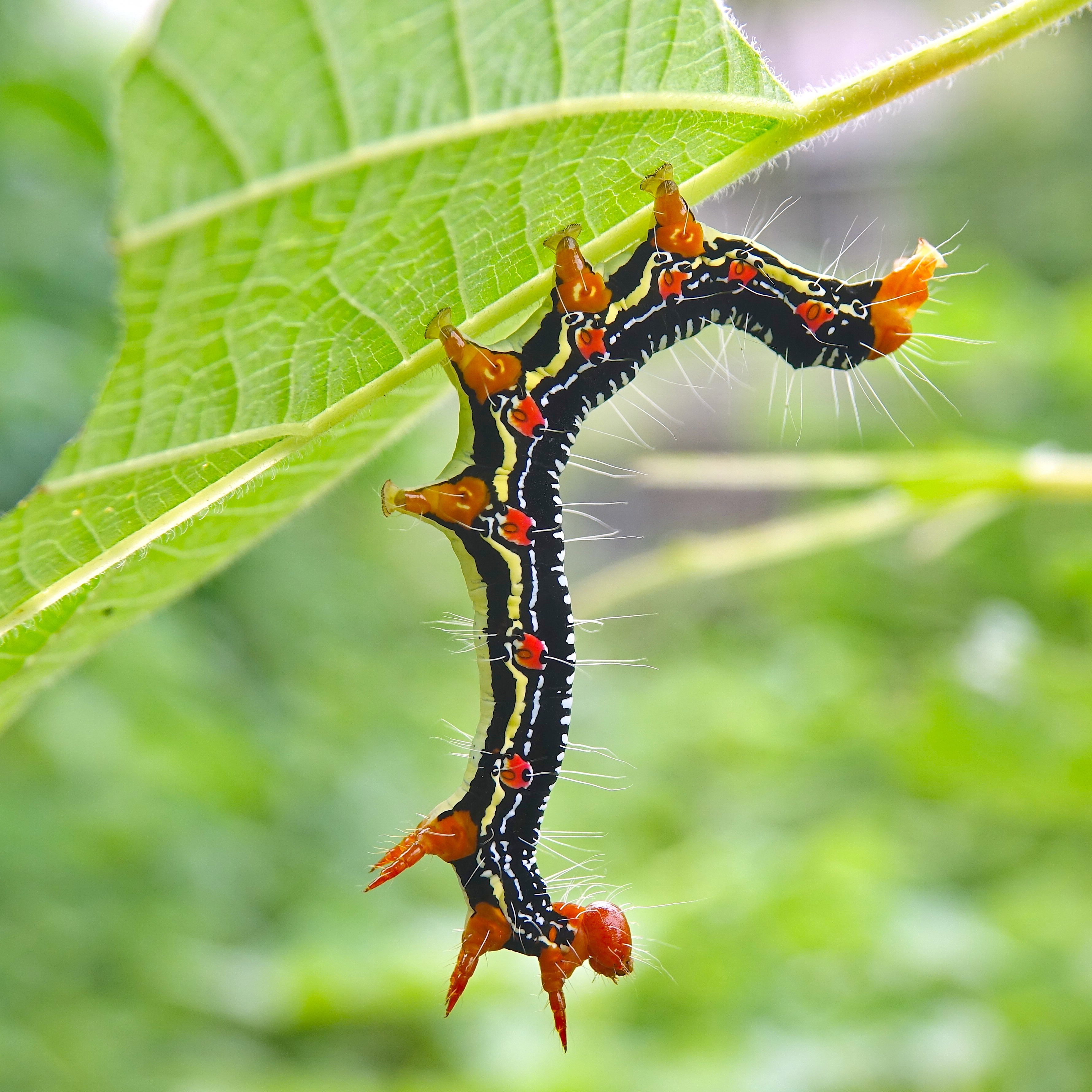
幼虫

## 生態

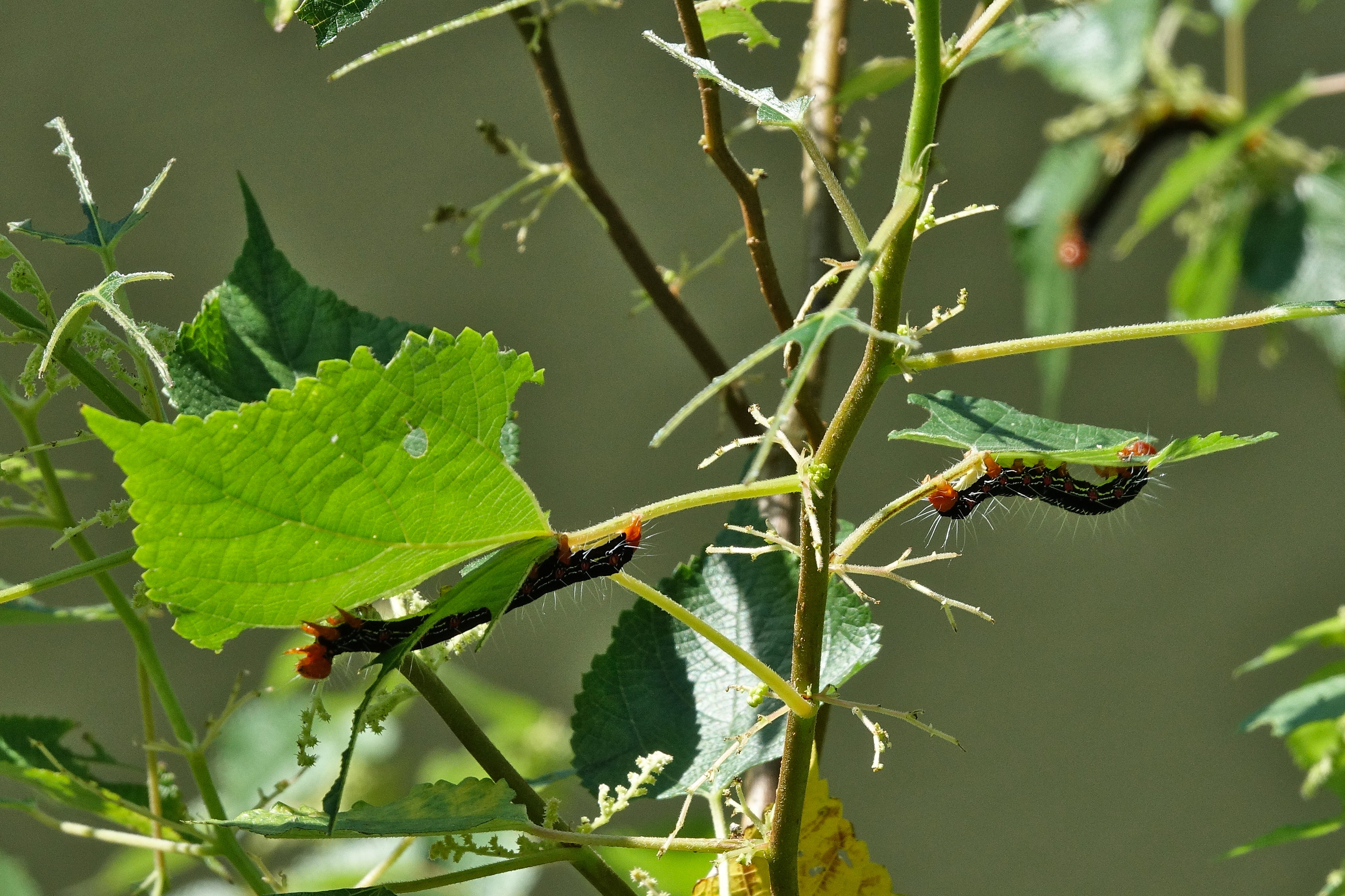
食害

成虫は夏と秋の年2回発生する。森林の周辺に多いが、人家にも現れ、夜には灯火に飛来する。冬は成虫で越冬する。冬に越冬のために進入した人家の中に現れ、人々を驚かせることもある。食物は熟した果物の発酵した汁や樹液などを摂取し、夜にカブトムシの集まるクヌギなどの樹液に飛来している姿をよく見かける。
幼虫はイラクサ科のイラクサ、カラムシなどを食草とする。幼虫は危険を感じると頭部を反らせ、緑色の液体を吐き出しながら頭部を激しく横に振る。たまに大発生し、食草を茎だけの丸坊主になるまで食い尽くした上で周辺の地上を徘徊することがある。外見は毒々しいまでに派手だが、毒は持っていない。しかし人目に触れると嫌われることが多い。